# Julchen und Jettchen auf der Leipziger Messe
Julchen und Jettchen auf der Leipziger Messe ist ein deutschsprachiger, erotischer Roman aus der Mitte des 19. Jahrhunderts. Der Verfasser blieb anonym.

## Inhalt
Die Handlung trägt sich in Leipzig im Mai 1849 zu. Die beiden Schwestern Jettchen (19) und Julchen (17) aus Pegau bieten auf der Leipziger Messe Herren- und Damenkleidung, darunter Wäsche, zum Verkauf an. Beide lernen die Brüder Karl, einen Kaufmannsgehilfen, und Fritz, einen Studenten kennen, verlieben sich und geben sich ihnen schließlich in wollüstigen Liebesspielen hin.

## Autor
Die Autorschaft des Erotikons ist bislang unbelegt, auch die Datierung der Veröffentlichung bereitet Probleme. Bei einem 2016 in Hamburg versteigerten Tarnschrift-Exemplar mit dem abweichenden Titel Die reizenden Verkäuferinnen, oder Julchens und Jettchens Liebes-Abenteuer auf der Leipziger Messe wird 1854 als Veröffentlichungsjahr genannt. Dieses Buch enthielt sechs Stahlstiche. Das Institut für Sexualforschung in Wien ordnet den Roman in seinem Werk Literatur und Kunst 1930 grob auf die Zeitspanne zwischen 1850 und 1860 ein. Eine zeitige Veröffentlichung enthielt sieben erotische Stahlstiche.
Paul Englisch (1887–1935) versuchte 1931 in seinem Buch „Irrgarten der Erotik“ nachzuweisen, dass vermutlich August Prinz der Autor dieses Werkes ist. August Prinz war Verleger, Drucker und vermutlich auch Verfasser von erotischen Romanen. Er war Inhaber des „Verlagsbureau Altona“, seine Bücher erschienen aber meist mit fingierten Herstellungsorten. Englisch zitiert in seinem Buch unter anderem Gustav Gugitz und dessen Vermutung, dass der Hamburger Arzt August Wilhelm Christern Verfasser des Buches sein könnte: „Gustav Gugitz vermutet, daß er auch … ‚Julchen und Jettchen auf der Leipziger Messe‘ geschrieben habe und schließt dies aus manchen stilistischen und technischen Eigentümlichkeiten.“
Paul Englisch vertritt die Ansicht, „daß schon dieses Werk genügen würde, um Prinz einen Dauerplatz in der erotischen Weltliteratur zu sichern.“

## Rezeption
Der Roman erschien erstmals in den 1850er-Jahren und wurde in der Folge mehrfach neu aufgelegt, darunter nachweislich 1862 und 1865. Das Buch galt als „sehr beliebtes Erotikum, das von Perversitäten ziemlich frei ist“. Bernhard Stern-Szana nannte Julchen und Jettchen auf der Leipziger Messe, Aus den Memoiren einer Sängerin und Josefine Mutzenbacher 1921 „die drei berühmtesten deutschen Original-Sotadika“.

## Ausgaben (Auswahl)
- Die reizenden Verkäuferinnen, oder Julchens und Jettchens Liebes-Abenteuer auf der Leipzger Messe. Mit 7 erot. Stahlstichen. 3 Bände. Eduard Rosenbaum, Baltimore und Washington (= Altona, Verlagsbureau), o. J. (1850–1860).
- Julchens und Jettchen’s Liebesabenteuer. 2 Bände. (vor) 1861.[6]
- Julchen und Jettchen, Abenteuer auf der Leipziger Messe. 2 Bände. Mit den feinsten Kupferstichen. 1862.[7]
- Erwin Müller (Hrsg.): Julchen und Jettchen: die reizenden Verkäuferinnen oder Julchens und Jettchens Liebesabenteuer auf der Leipziger Messe. Müller und Kiepenheuer, Hanau 1971, DNB 720162955.
- Peter Schalk (Hrsg.): Julchen und Jettchen auf der Leipziger Messe. Heyne, München 1972, DNB 730104753.
- Erwin Müller (Hrsg.): Julchen und Jettchen auf der Leipziger Messe. Offizin Andersen Nexö, Leipzig 1989, DNB 210844922 (drei Miniaturbücher im Schuber).